# Hop Store Cemetery
 (mars 2018).

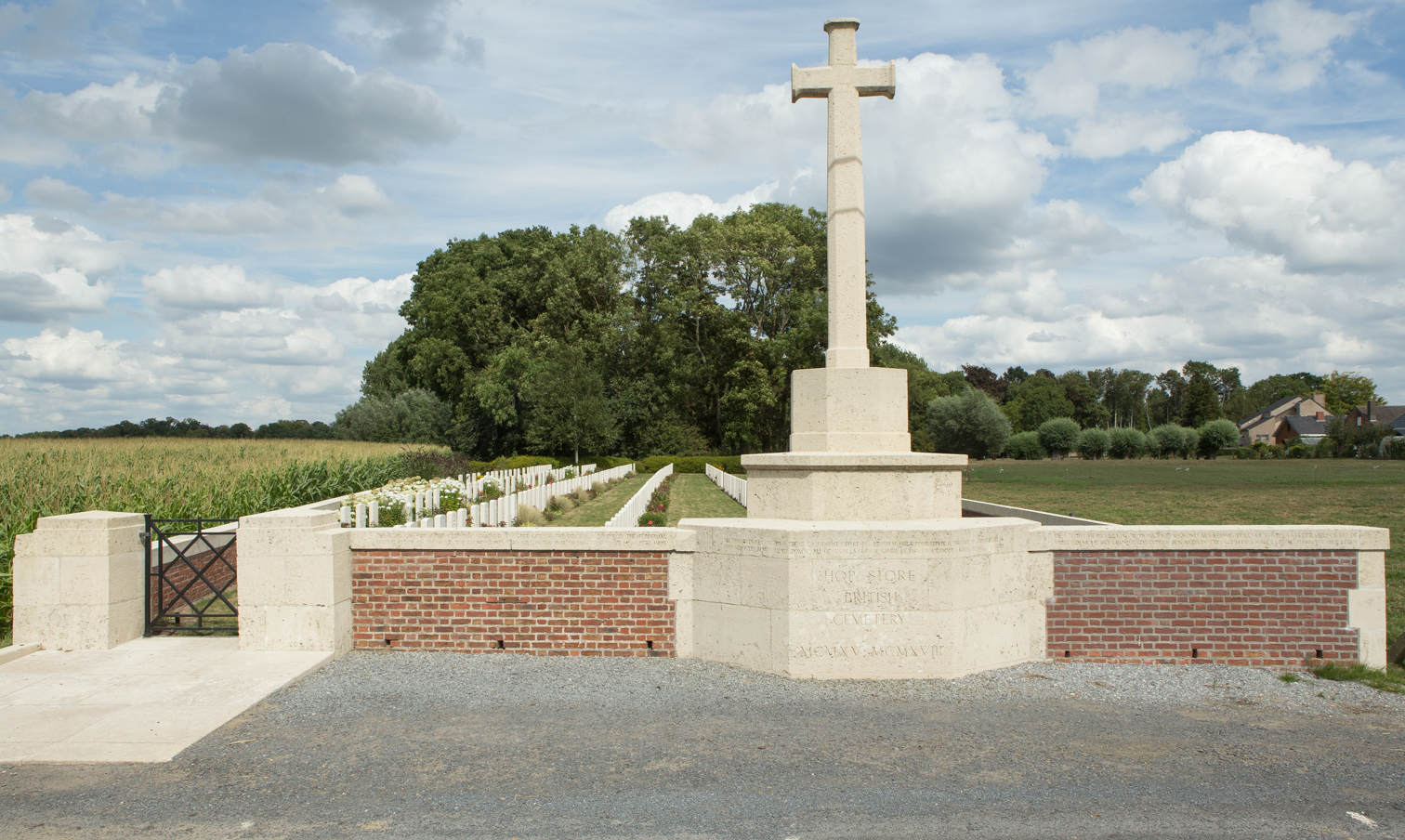

Hop Cemetery est un cimetière militaire britannique situé à 800 m à l'ouest du centre du village de Vlamertinge, en Belgique. Le cimetière qui rassemble les corps de soldats britannique tombé durant la Première Guerre mondiale, a été conçu par Reginald Blomfield et est entretenu par la Commonwealth War Graves Commission. Il a une forme allongée et est entouré d'un mur de briques. La Croix du Sacrifice est sur le côté de la rue sur un haut piédestal à côté de l'entrée. 251 morts sont commémorés, dont 2 non identifiés.

## Histoire
Pendant la guerre, divers quartiers généraux d'unités d'artillerie et de postes médicaux ont été établis autour de Vlamertinge. Le magasin de houblon à l'ouest du village était juste hors de portée de l'artillerie ennemie et fonctionnait donc comme un poste médical. Le cimetière qui a vu le jour en mai 1915 était coincé entre une haie et les bâtiments du magasin de houblon, ce qui le maintenait plutôt petit. Parce que le cimetière était situé bas et donc rapidement boueux, elle a dû être drainée par les Royal Engineers en 1917.
Il y a 250 Anglais et 1 Canadien enterré. La plupart des victimes sont mortes en 1915 et 1917, dont 58 appartenaient à l'artillerie royale. Un Britannique est commémoré avec un mémorial spécial parce que sa tombe ne pouvait plus être localisée. Une tombe française a été plus tard enlevée.
Le cimetière a été protégé en tant que monument en 2009.

## Des soldats distingués
- Harold Payne Philby, major du York and Lancaster Regiment et Aylmer Vivian Jarrett, capitaine du même régiment, ont reçu l'Ordre du service distingué (DSO).
- Owen Hairsine, capitaine du Royal Army Medical Corps, a reçu la Croix militaire (MC).
- Ethelbert Balfour Matthews, sergent-major compagnon des Royal Engineers, a reçu la Médaille de conduite distinguée (DSM).

## Sources
- https://www.cwgc.org/find-a-cemetery/cemetery/14200/HOP%20STORE%20CEMETERY
- http://www.wo1.be/nl/db-items/hop-store-cemetery